# 里下河腹部地区湖泊湖荡
里下河腹部地区湖泊湖荡，位于江苏省境内，由射阳湖、大纵湖、蜈蚣湖等40余个零散湖泊群及河网组成，水域总面积695平方公里。该水域行政上隶属于高邮市、宝应县、兴化县、姜堰市、盐城市盐都区、建湖县、阜宁县、淮安市楚州区，共计8个县级行政区，56个乡镇。由于人为开发、破坏等因素影响，水域面积逐渐萎缩。2005年2月，列入江苏省湖泊保护名录。